# Roussillon, Isère
Roussillon este o comună în departamentul Isère din sud-estul Franței. În 2009 avea o populație de 7.961 de locuitori.

## Evoluția populației
| An        | 1975  | 1982  | 1990  | 1999  | 2006  | 2009  |
| --------- | ----- | ----- | ----- | ----- | ----- | ----- |
| Populație | 7.551 | 7.173 | 7.365 | 7.437 | 7.806 | 7.961 |